# Nándor Alapi
Nándor Alapi (n. 30 aprilie 1885, Alsóalap -d.?,?) a fost un scriitor, regizor și actor maghiar.